# Dissipatie
Onder dissipatie wordt verstaan de onvermijdelijke onomkeerbare thermodynamische processen die in de meeste realistische (niet-ideale) systemen optreden en die resulteren in een verlies van "nuttige" energie. Een goed voorbeeld is de warmteontwikkeling in een belasting of regeling van elektrische stroom. Ook op andere gebieden van de techniek worden ingenieurs geconfronteerd met dissipatie. Deze term wordt overigens vooral gebruikt als er gesproken wordt over de problematiek van het wegwerken van verliezen om te voorkomen dat de temperatuur van een apparaat te hoog oploopt, kortom over koeling. De verliezen worden in dit verband veelal als onvermijdelijk beschouwd. Zo is het rendement van stoommachines beperkt door natuurwetten (Carnot). In computers neemt de warmtedissipatie vaak toe als de snelheid wordt verhoogd (en geen andere maatregelen worden genomen). Warmtedissipatie is ook een probleem bij het ontwerp van satellieten, omdat die hun overtollige warmte slechts kwijt kunnen door straling en niet aan lucht of water kunnen afgeven.

## Elektronica
Vooral in halfgeleiders speelt dissipatie een grote rol: schakelelementen zoals triacs en thyristoren hebben altijd een inwendige weerstand waarover een spanning valt als ze stroom geleiden. Ook regelelementen zoals transistoren vertegenwoordigen een weerstand. Het elektrisch vermogen dat door de spanningsval over die weerstand in warmte wordt omgezet wordt dissipatie of gedissipeerd vermogen genoemd.  
Bij toepassing van hoge frequenties speelt dissipatie ook een grote rol omdat hierbij capacitieve stromen mee gaan spelen en omdat schakelverliezen optreden.

## Maatregelen
Een te hoge temperatuur kan tot schade leiden, daarom worden veel halfgeleiders en vermogensweerstanden gekoeld. De passieve koeling wordt bereikt door vergroting van het verwarmde oppervlak (de koelplaat, veelal van aluminium en soms van koper). Hieraan kan geforceerde koeling worden toegevoegd, door ventilators die extra luchtverplaatsing langs het oppervlak verzorgen. Dit wordt bijvoorbeeld bij processors en voeding in de computer standaard gedaan.
Warmte die opzettelijk ontwikkeld wordt door gloeilampen, straalkachels, kooktoestellen en soldeerbouten wordt zelden dissipatie genoemd.
Dissipatie wordt ook vernoemd in het AREI (Algemeen reglement op de elektrische installaties) in art 107 Installeren van elektrisch materieel: Elektrisch materieel moet zo geïnstalleerd worden dat de dissipatie van de warmte, bij normaal gebruik voortgebracht door het elektrisch materieel, niet gehinderd wordt. Verder worden maatregelen opgelegd in verband met het thermisch vermogen dat door elektrisch materieel wordt gedissipeerd.